# Такаясу Рьо
Такаясу Рьо (19 липня 1981) — японський плавець.
Призер Чемпіонату світу з водних видів спорту 2005 року.
Призер Пантихоокеанського чемпіонату з плавання 2006 року.